# صر (يريم)

تعديل مصدري - تعديل

صر محلة تابعة لقرية القلة، التابعة لعزلة بني مسلم بمديرية يريم إحدى مديريات محافظة إب في الجمهورية اليمنية.، بلغ تعداد سكانها 141 حسب تعداد اليمن لعام 2004.